# 依本立
依本立（英語：Ebenalp）也作艾本阿尔卑斯，位于瑞士东北部内阿彭策尔州境内，是阿彭策尔阿尔卑斯山最北的一座山峰，最高点海拔1640米。是一处著名的徒步旅行目的地。